# Rusia și armele de distrugere în masă
Potrivit Federației Oamenilor de Știință Americani, o organizație care evaluează stocurile de arme nucleare, începând din 2016, Federația Rusă deține 7.300 de focoase nucleare totale, din care 1.790 sunt operaționale din punct de vedere strategic. Acest lucru se datorează, în mare parte, regulilor speciale de numărare a bombardierelor permise de tratatul care numără fiecare bombardier nuclear strategic ca o singură focoasă de război, indiferent de numărul de focoase - bombe gravitaționale și/sau de rachete de croazieră purtate de aeronavă. Cifrele sunt, din necesitate, doar estimate, deoarece "numărul exact de arme nucleare aflate în posesia fiecărei țări este un secret național deținut îndeaproape". Pe lângă armele nucleare, Rusia a declarat în 1997 un arsenal de 39,967 tone de arme chimice, din care 57% au fost distruse. Uniunea Sovietică a ratificat Protocolul de la Geneva la 5 aprilie 1928 cu rezerve. Rezervele au fost ulterior abandonate la 18 ianuarie 2001. Rusia este, de asemenea, parte la Convenția privind armele biologice și la Convenția privind armele chimice. Uniunea Sovietică a avut un stoc de vârf de 45.000 de focoase nucleare în 1988. Se estimează că între anii 1949-1991 Uniunea Sovietică a produs aproximativ 55.000 de focoase nucleare.